# Félix Cruz
Félix Cruz, né le 4 avril 1961 à Torreón (Mexique), est un footballeur mexicain, qui évoluait au poste de défenseur aux Pumas UNAM, au CF Atlante, aux Tigres de la UANL, au CF Monterrey et à Toros Neza ainsi qu'en équipe du Mexique.
Cruz marque un but lors de ses quarante-sept sélections avec l'équipe du Mexique entre 1983 et 1994. Il participe à la coupe du monde en 1986 et à la Gold Cup en 1991 avec l'équipe du Mexique.

## Palmarès

### En équipe nationale
- 47 sélections et 1 but avec l'équipe du Mexique entre 1983 et 1991

### Avec le CF Monterrey
- Vainqueur de la Coupe des clubs champions de la CONCACAF en 1993
- Vainqueur de la Coupe du Mexique en 1992